# Moviment artístic
Un moviment artístic és una tendència o estil en l'art amb una filosofia o amb una finalitat comuna, seguida per un grup d'artistes durant un període restringit o si més no, amb l'apogeu del moviment més o menys delimitat (usualment per pocs mesos, anys o dècades). Els moviments artístics van esdevenir especialment importants en l'art modern, on cada moviment consecutiu va ser considerat com una avantguarda nova. Els moviments han quasi desaparegut per complet en l'art contemporani, on l'individualisme i la diversitat prevalen. El terme es refereix a les tendències en les arts visuals, als conceptes nous i a l'arquitectura, i algunes vegades a la literatura. En la música és més usual parlar de gèneres i d'estils. Algunes vegades s'al·ludeix als moviments d'art irònicament com a -ismes.